# Râu Sadului
Râu Sadului es una comuna ubicada en el distrito de Sibiu, Rumania.

## Superficie
Posee una superficie de 30,84 kilómetros cuadrados.

## Demografía
Hasta 2021 la población era de 514 habitantes, con una densidad de población de 16,67 habitantes por kilómetro cuadrado.